# Magyarkeresztúr
Magyarkeresztúr [maďar-kerestúr] (před rokem 1906 Tótkeresztúr) je obec v Maďarsku v župě Győr-Moson-Sopron, spadající pod okres Csorna. Nachází se asi 7 km severovýchodně od Beledu, 14 km jihozápadně od Csorny a asi 45 km jihozápadně od Győru. V roce 2015 zde žilo 431 obyvatel. Dle údajů z roku 2011 tvoří 93,7 % obyvatelstva Maďaři a 0,5 % Němci, přičemž 5,8 % obyvatel se ke své národnosti nevyjádřilo.
Kromě vesnice Magyarkeresztúr zahrnuje katastrální území obce také osadu Fölerdőmajor.
Magyarkeresztúr byl poprvé písemně zmíněn v roce 1230. Dříve byl také znám pod názvy Pertel a Tótkeresztúr. Jméno Magyarkeresztúr obec získala po přejmenování v roce 1906.
Nachází se zde katolický kostel Povýšení Svatého Kříže (Szent Kereszt felmagasztalása-templom) a evangelický kostel. Rovněž se zde nachází zámek Baditz-kastély. Obcí procházejí vedlejší silnice 8602, 8605 a 8606. Důležitou dopravní komunikaci, která také prochází katastrální území obce, tvoří dálnice M86, přičemž se přímo u obce nachází exit 133, umožňující rychlé spojení Magyarkeresztúru s Csornou a městem Szombathely.

## Sousední obce
| Růžice kompasu | Bogyoszló     | Potyond         | Sopronnémeti   | Růžice kompasu |
| Růžice kompasu | Mihályi       | Sever           | Szil Zsebeháza | Růžice kompasu |
| Růžice kompasu | Mihályi       | Magyarkeresztúr | Szil Zsebeháza | Růžice kompasu |
| Růžice kompasu | Mihályi       | Jih             | Szil Zsebeháza | Růžice kompasu |
| Růžice kompasu | Vadosfa Beled |                 | Páli           | Růžice kompasu |